# Scotopteryx illyriacaria
Scotopteryx illyriacaria là một loài bướm đêm trong họ Geometridae.